# Fedja Anzelewski
Fedja Erik Allan Anzelewski (auch Fedja Anzelewsky; * 17. März 1919 in Nordhausen; † 18. Mai 2010 in Berlin) war ein deutscher Kunsthistoriker.

## Leben
Fedja Anzelewski wurde 1954 an der Freien Universität Berlin mit einer Arbeit Motiv und Exemplum im frühen Holzschnittwerk Dürers zum Dr. phil. promoviert. Seit 1954 arbeitete er bei den Staatlichen Museen in Berlin-Dahlem, war dort seit 1957 Assistent am Kupferstichkabinett und seit 1960 Kustos. Von 1977 bis 1984 war er Direktor des Kupferstichkabinetts. Als Honorarprofessor lehrte er am Kunsthistorischen Institut der FU Berlin.
Seinem Promotionsthema Albrecht Dürer blieb er über die Jahre treu und veröffentlichte zahlreiche, international anerkannte Arbeiten auf dem Gebiet der Dürer-Forschung.

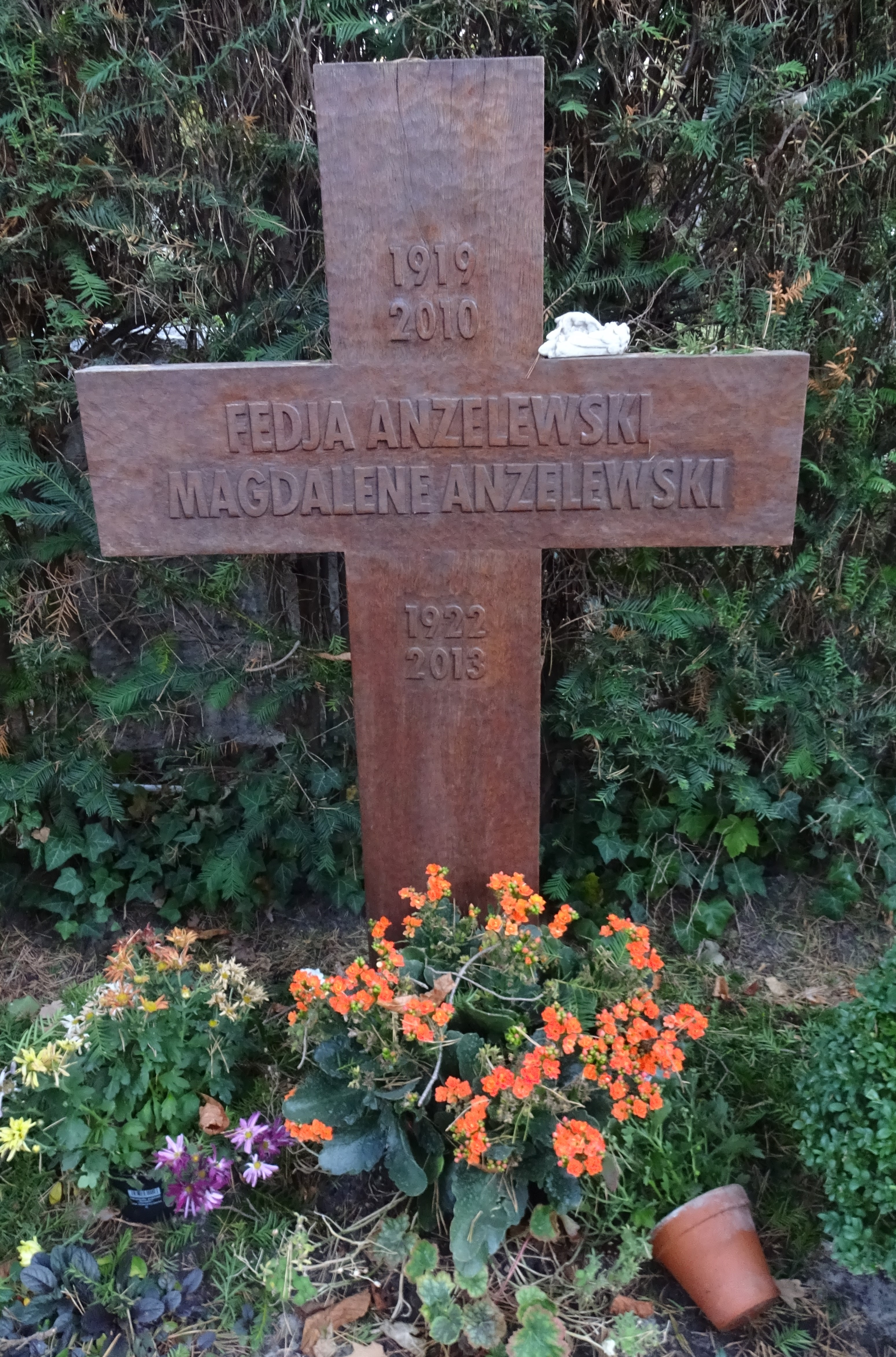
Grabstätte

Er ist auf dem Evangelischen Kirchhof Nikolassee bestattet.

## Publikationen (Auswahl)
- Miniaturen aus der Toggenburg-Chronik aus dem Jahre 1411. Klein, Baden-Baden 1960.
- Miniaturen aus deutschen Handschriften. Klein, Baden-Baden 1961.
- (als Neubearbeiter der 7. Auflage) Friedrich Lippmann: Der Kupferstich. De Gruyter, Berlin 1963.
- Dürer und seine Zeit. Meisterzeichnungen aus dem Berliner Kupferstichkabinett. Ausstellungskatalog. Staatliche Museen Preußischer Kulturbesitz, Berlin(-West) 1967.
- Albrecht Dürer. Das malerische Werk. Deutscher Verlag für Kunstwissenschaft, Berlin(-West) 1971, ISBN 3-87157-040-0. Neuausgabe: Albrecht Dürer. Das malerische Werk. Band 1: Tafelband. Band 2: Textband. Deutscher Verlag für Kunstwissenschaft, Berlin 1991, ISBN 3-87157-137-7.
- Lotte Brand Philip, Fedja Anzelewski: The portrait diptych of Dürer’s parents. In: Simiolus: Netherlands Quarterly for the History of Art, Band 10, Nr. 1, 1978–1979, S. 5–18.
- Dürer. Werk und Wirkung. Electa-Klett-Cotta, Stuttgart 1980, ISBN 3-88448-007-3.
- Grünewald. Das Gesamtwerk. Ullstein, Frankfurt 1980, ISBN 3-548-36021-1 (= Reihe Die großen Meister der Malerei).
- Dürer-Studien. Untersuchungen zu den ikonographischen und geistesgeschichtlichen Grundlagen seiner Werke zwischen den beiden Italienreisen. Deutscher Verlag für Kunstwissenschaft, Berlin(-West) 1983, ISBN 3-87157-104-0.
- Dürer zwischen Symbolik und Naturwissenschaft. In: Hartmut Boockmann, Bernd Moeller, Karl Stackmann (Hrsg.): Lebenslehren und Weltentwürfe im Übergang vom Mittelalter zur Neuzeit. Politik – Bildung – Naturkunde – Theologie. Bericht über Kolloquien der Kommission zur Erforschung der Kultur des Spätmittelalters 1983 bis 1987 (= Abhandlungen der Akademie der Wissenschaften in Göttingen: philologisch-historische Klasse. Folge III, Nr. 179). Vandenhoeck & Ruprecht, Göttingen 1989, ISBN 3-525-82463-7, S. 267–281.